# 15 cm haubits m/38
15 cm haubits m/38, kort 15 cm haub m/38, var en svensk haubits från andra världskriget som användes inom den svenska armen från 1940 till 1984. Pjäsen använde en V-lavett och kunde dra in eldröret mot lavetten vid transport för att minska längden och centrera balansen.

## Historia
År 1938 fick Bofors en beställning från Kungliga Armétygförvaltningen (KATF) om 16 nya haubitsar för kårartilleriet. Den nya pjäsen skulle ha samma eldrör som 15 cm haubits m/19 och samma lavett som 10 cm kanon m/34. Dessa val av komponenter valdes som en nödlösning för att snabbt få fram ett fungerande system inför det kommande kriget.. Trots att systemet till stor del bestod av färdiga konstruktioner kunde leveranser av pjäsen inte ske förrän från hösten 1940.
Enligt Kamratföreningen Smålandsartillerister ska enbart 12 av de ursprungliga 16 pjäserna ha levererats till A6. Den ursprungliga avsikten var att anskaffa ytterligare 32 stycken 15 cm haubits m/38 utöver de ursprungliga 16 beställda pjäserna men då den svenska armén insåg att Bofors 15 cm haubits m/39 var en mycket bättre konstruktion valde man att istället beställa 85 stycken 15 cm haubits m/39B.
I tjänst ersatte pjäsen bland annat 10 cm kanon m/17 i ett av A6 (Smålands artilleriregemente) divisioner. 15 cm haubits kom att användas som kårartilleri vid A6 fram till 1959 då den ersattes av 15,5 cm haubits F.
Överlevande pjäserna överfördes därefter till Boden där de bildade en lokalförsvarsdivision som kvarstod i krigsorganisationen fram till 1984.

## Beskrivning

### Pjäs
15 cm haubits m/38 var bakladdad och hade en Bofors horisontalkil som mekanism för bakstycket. Pjäsens eldrör var 22 kalibrar långt med bakstycket medräknat. Loppet hade 36 räfflor med en progressiv räffelstigning om 35 kalibrar per varv vid patronläget till 22 kalibrar per varv vid mynningen.

### Lavett
15 cm haubtis m/38 var försedd med en V-lavett med två hjul. Lavettens höjdriktfält gick från -3 grader upp till +45 grader och sidriktfältet låg mellan 60 grader åt vardera håll.
För att få en jämnare fördelning av axeltryck mellan lavetten och föreställaren kunde eldröret dras bakåt vid transport. För detta frikopplades eldröret från rekylmekanismen och drogs bakåt med ett spel som satt på en arm mellan de hopslagna lavettbenen.

### Ammunition
På grund av besparingsskäl valde man att använde samma patron som i de äldre 15 cm haubits m/06, vilket begränsade skottvidden till drygt 11 kilometer. Denna patron bestod av en laddningshylsa vilken kunde laddas med 7 olika drivladdningar för olika skottvidder. Dock valde man att förse 15 cm haubits m/38 med modernare drivladdningar jämte 15 cm haubits m/06.
| Patronuppgifter | Patronuppgifter | Patronuppgifter    | Patronuppgifter | Patronuppgifter | Patronuppgifter | Patronuppgifter | Patronuppgifter |
| Benämning       | Benämning       | Benämning          | Vikter          | Vikter          | Vikter          | Vikter          | Vikter          |
| Laddningshylsa  | Laddning        | Projektiler        | Prj             | Rör             | Maxlng          | Hylsa           | Komplett skott  |
| --------------- | --------------- | ------------------ | --------------- | --------------- | --------------- | --------------- | --------------- |
| 15 cm lngh m/19 | lng 1–6 m/38    | 15 cm grkt m/04    | 40,25 kg        | 0,75 kg         | 2,80 kg         | 3,8 kg          | 47,6 kg         |
| 15 cm lngh m/19 | lng 1–6 m/38    | 15 cm övngrkt m/05 | 40,25 kg        | 0,75 kg         | 2,80 kg         | 3,8 kg          | 47,6 kg         |
| 15 cm lngh m/19 | lng 1–6 m/38    | 15 cm övngr m/05   | 40,76 kg        | 0,24 kg         | 2,80 kg         | 3,8 kg          | 47,6 kg         |
| 15 cm lngh m/19 | lng 1–6 m/38    | 15 cm övngr m/22   | 39,60 kg        | Ca 1 kg         | 2,80 kg         | 3,8 kg          | 47,2 kg         |
| 15 cm lngh m/19 | lng 1–6 m/38    | 15 cm sgr m/22     | 39,60 kg        | Ca 1 kg         | 2,80 kg         | 3,8 kg          | 47,2 kg         |
| 15 cm lngh m/19 | lng 1–6 m/38    | 15 cm sgr m/34     | 34,00 kg        | Ca 1 kg         | 2,80 kg         | 3,8 kg          | 41,9 kg         |
| 15 cm lngh m/19 | lng 1–7 m/38    | 15 cm sgr m/34A    | 36,00 kg        | Ca 1 kg         | 3,05 kg         | 3,8 kg          | 43,9 kg         |
| 15 cm lngh m/19 | lng 1–7 m/38    | 15 cm sgr m/34B    | 36,00 kg        | Ca 1 kg         | 3,05 kg         | 3,8 kg          | 43,9 kg         |
| 15 cm lngh m/19 | lng 1–7 m/38    | 15 cm övngr m/34B  | 36,00 kg        | Ca 1 kg         | 3,05 kg         | 3,8 kg          | 43,9 kg         |

| Projektiler        | Projektiler | Projektiler  | Projektiler                          | Projektiler |
| Projektiltyper     | Vikt        | Primärlng    | Huvudlng                             | Anmärkning |
| ------------------ | ----------- | ------------ | ------------------------------------ | --- |
| Stridsammunition   |             |              |                                      | |
| 15 cm grkt m/04    | 40,25 kg    | Okänd        | 20,6 kg blykulor + 0,42 kg svartkrut | Använder stidar m/38 och detonator m/22. Avsedd för närförsvar. Ska helst skjutas med laddning 6. Klarar ej laddning 7.                                             |
| 15 cm sgr m/22     | 39,60 kg    | 150 g trotyl | 4,9 kg trotyl                        | Använder rörsystem m/22-34 och detonator m/22. Klarar ej laddning 7.                                                                                                |
| 15 cm sgr m/34     | 34,00 kg    | 51 g trotyl  | 5,8 kg trotyl                        | Använder rörsystem m/22-34 och detonator m/22. Har bottenskruv med flänstjocklek 12 mm. Klarar ej laddning 7.                                                       |
| 15 cm sgr m/34A    | 36,00 kg    | 51 g trotyl  | 5,8 kg trotyl                        | Använder rörsystem m/22-34 och detonator m/22. Saknar bottenskruv.                                                                                                  |
| 15 cm sgr m/34B    | 36,00 kg    | 51 g trotyl  | 5,8 kg trotyl                        | Använder rörsystem m/22-34 och detonator m/22. Har bottenskruv med flänstjocklek 15 mm.                                                                             |
| Övningsammunition  |             |              |                                      | |
| 15 cm övngrkt m/05 | 40,25 kg    | Okänt        | 0,8 kg svartkrut                     | Använder stidar m/38 och detonator m/22. Avsedd för övning. Klarar ej laddning 7.                                                                                   |
| 15 cm övngr m/05   | 40,76 kg    | Okänt        | 0,8 kg svatkrut                      | Använder tgt nslrör m/85 och detonator m/22. Avsedd för övning. Klarar ej laddning 7.                                                                               |
| 15 cm övngr m/22   | 39,60 kg    | 150 g trotyl | 4,7 kg barlast + 0,2 kg rökämne      | Använder rörsystem m/22-34 och detonator m/22. Avsedd för övning. Granaten är barlastad och har en röksats av röksyra eller titantetraklorid. Klarar ej laddning 7. |
| 15 cm övngr m/34B  | 36,00 kg    | 51 g trotyl  | 5,6 kg barlast + 0,2 kg rökämne      | Använder rörsystem m/22-34 och detonator m/22. Avsedd för övning. Granaten är barlastad och har en röksats av röksyra eller titantetraklorid.                       |

| Tändrör                                                                    | Tändrör | Tändrör          | Tändrör                    | Tändrör |
| Rörtyper                                                                   | Vikt    | Fördröjning      | Armering                   | Anmärkning |
| -------------------------------------------------------------------------- | ------- | ---------------- | -------------------------- | --- |
| Tändrör ej tillhörande rörsystem m/22-34                                   |         |                  |                            | |
| Tgt nslrör m/85 u fdr                                                      | 0,24 kg | —                | 0 m (från mynningen)       | Anslagsrör utan fördröjning. Märkt U. |
| Tgt nslrör m/85 m fdr                                                      | 0,24 kg | 0,2 s            | 0 m (från mynningen)       | Anslagsrör med fördröjning. Märkt F. |
| Stidar m/38                                                                | 0,75 kg | —                | 0 m (från mynningen)       | Gradering för tidsinställning: 0 till 42 s. Minsta graderingsmått: 0,2 s. Alternativt anslagskrevad.                                                 |
| Rörsystem m/22-34 (tändrör med ögonblicklig brisad)                        |         |                  |                            | |
| Ö k sar m/22                                                               | 1,03 kg | —                | 0,7 s (från skottlossning) | |
| Ö k sar m/34                                                               | 1,00 kg | —                | 0,7 s (från skottlossning) | |
| Ö k sar m/34 P                                                             | 0,78 kg | —                | 0,7 s (från skottlossning) | P står för pressgjutgods. |
| Ö k sar m/34 S                                                             | 0,90 kg | —                | 0,7 s (från skottlossning) | S står för stål. |
| Ö k sar m/34-40                                                            | 1,00 kg | —                | 0,5 m (från mynningen)     | Önskas masksäkring bibehålles urkopplaren, varvid dock känsligheten nedgår.                                                                          |
| Rörsystem m/22-34 (tändrör med fördröjd brisad)                            |         |                  |                            | |
| F k sar m/22                                                               | 0,86 kg | 0,15 s           | 0,7 s (från skottlossning) | |
| F k sar m/22 P                                                             | 0,86 kg | 0,15 s           | 0,7 s (från skottlossning) | P står för pressgjutgods. |
| F k sar m/34                                                               | 1,00 kg | 0,15 s           | 0,7 s (från skottlossning) | |
| F k sar m/34 P                                                             | 1,00 kg | 0,15 s           | 0,7 s (från skottlossning) | P står för pressgjutgods. |
| F k sar m/34-40                                                            | 1,00 kg | 0,05 till 0,10 s | 0,5 m (från mynningen)     | Önskas masksäkring bibehålles urkopplaren, varvid dock känsligheten nedgår.                                                                          |
| Rörsystem m/22-34 (tändrör med förbestämd brisad, till exempel luftbrisad) |         |                  |                            | |
| Ö k stidar m/34                                                            | 1,00 kg | —                | 0,9 s (från skottlossning) | Gradering för tidsinställning: 0 till 96 hm. Minsta graderingsmått: 1 hm. Alternativt anslagsbrisad.                                                 |
| Stidr m/38 urv                                                             | 1,00 kg | —                | —                          | Gradering för tidsinställning: 0 till 60 s. Minsta graderingsmått: 0,1 s. Röret saknar anslagsfunktion och detonerar enbart vid förbestämd tidpunkt. |

| Laddningar   | Laddningar    | Laddningar | Laddningar   | Laddningar   | Laddningar      |
| Laddning     | Delladdningar | Benämning  | Krutslag     | Enskild vikt | Sammanlagd vikt |
| ------------ | ------------- | ---------- | ------------ | ------------ | --------------- |
| Lng 1–7 m/38 | Laddning 1    | Lng 1      | Kkr VIII/0,6 | 0,50         | 0,50            |
| Lng 1–7 m/38 | Laddning 2    | Dellng 2   | Kkr IX/1,9   | 0,25 kg      | 0,75 kg         |
| Lng 1–7 m/38 | Laddning 3    | Dellng 3   | Kkr IX/1,9   | 0,30 kg      | 1,05 kg         |
| Lng 1–7 m/38 | Laddning 4    | Dellng 4   | Kkr IX/1,9   | 0,30 kg      | 1,35 kg         |
| Lng 1–7 m/38 | Laddning 5    | Dellng 5   | Kkr IX/1,9   | 0,40 kg      | 1,75 kg         |
| Lng 1–7 m/38 | Laddning 6    | Dellng 6   | Kkr IX/1,9   | 1,05 kg      | 2,80 kg         |
| Lng 1–7 m/38 | Laddning 7    | Dellng 7   | Kkr IX/1,9   | 0,25 kg      | 3,05 kg         |

| Laddningshylsa  | Laddningshylsa | Laddningshylsa | Laddningshylsa              |
| Benämning       | Hylsvikt       | Längd          | Tändskruvar                 |
| --------------- | -------------- | -------------- | --------------------------- |
| 15 cm lngh m/19 | 3,8 kg         | 225 mm         | Tskr m/37, eller Tskr m/37A |

| Utgångshastighet   | Utgångshastighet | Utgångshastighet | Utgångshastighet | Utgångshastighet | Utgångshastighet | Utgångshastighet | Utgångshastighet |
| Laddningsnummer    | Laddning 1       | Laddning 2       | Laddning 3       | Laddning 4       | Laddning 5       | Laddning 6       | Laddning 7       |
| ------------------ | ---------------- | ---------------- | ---------------- | ---------------- | ---------------- | ---------------- | ---------------- |
| Stridsammunition   |                  |                  |                  |                  |                  |                  |                  |
| 15 cm grkt m/04    | 190 m/s          | 220 m/s          | 255 m/s          | 290 m/s          | 335 m/s          | 450 m/s          | —                |
| 15 cm sgr m/22     | 190 m/s          | 220 m/s          | 255 m/s          | 290 m/s          | 335 m/s          | 450 m/s          | —                |
| 15 cm sgr m/34     | Okänt            | Okänt            | Okänt            | Okänt            | Okänt            | Okänt            | —                |
| 15 cm sgr m/34A    | 201 m/s          | 234 m/s          | 266 m/s          | 300 m/s          | 346 m/s          | 463 m/s          | 503 m/s          |
| 15 cm sgr m/34B    | 201 m/s          | 234 m/s          | 266 m/s          | 300 m/s          | 346 m/s          | 463 m/s          | 503 m/s          |
| Övningsammunition  |                  |                  |                  |                  |                  |                  |                  |
| 15 cm övngrkt m/05 | 190 m/s          | 220 m/s          | 255 m/s          | 290 m/s          | 335 m/s          | 450 m/s          | —                |
| 15 cm övngr m/05   | 190 m/s          | 220 m/s          | 255 m/s          | 290 m/s          | 335 m/s          | 450 m/s          | —                |
| 15 cm övngr m/22   | 190 m/s          | 220 m/s          | 255 m/s          | 290 m/s          | 335 m/s          | 450 m/s          | —                |
| 15 cm övngr m/34B  | 201 m/s          | 234 m/s          | 266 m/s          | 300 m/s          | 346 m/s          | 463 m/s          | 503 m/s          |

| Förkortningar | Förkortningar  | Förkortningar | Förkortningar      | Förkortningar | Förkortningar         |
| Kort          | Full           | Kort          | Full               | Kort          | Full                  |
| ------------- | -------------- | ------------- | ------------------ | ------------- | --------------------- |
| dellng        | delladdning    | maxlng        | maxladdning        | stidr         | spetstidrör           |
| F             | fördröjt       | nslrör        | nedslagsrör        | tgt           | tungt                 |
| fdr           | fördröjning    | primärlng     | primärladdning     | tskr          | tändskruv             |
| grt           | granatkartesch | prj           | projektil          | u             | utan                  |
| huvudlng      | huvudladdning  | rör           | tändrör            | urv           | (med) urverk          |
| k             | känsligt       | rörsystem     | tändrörssystem     | Ö             | ögonblickligt         |
| Kkr           | kanonkrut      | rörvikt       | tändrörsvikt       | övngr         | övningsgranat         |
| lngh          | laddningshylsa | sar           | spetsanslagsrör    | övngrkt       | övningsgranatkartesch |
| lng           | laddning       | sgr           | spränggranat       |               |                       |
| m             | med            | stidar        | spetstidanslagsrör |               |                       |